# نبض القلب (فلم 1946)
نبض القلب (بالإنجليزية: Heartbeat) فيلم أمريكي، عرض في صالات السينما عام 1946 من إخراج سام وود، ومن تمثيل ميخائيل راسومني ، باسل راثبون 

## بطولة
- جنجر روجرز
- ميخائيل راسومني
- مونا ماريس
- باسيل راثبون
- إيفان لبديف

## روابط خارجية
- مقالات تستعمل روابط فنية بلا صلة مع ويكي بيانات